# ルイ・ニデルメイエール
アブラアム・ルイ・ニデルメイエール（Abraham Louis Niedermeyer 1802年4月27日 - 1861年3月14日）は、スイス生まれのフランスの作曲家。作曲家として教会音楽やオペラなどを作曲し、教育者としては教会音楽の理論と実践のための学校であるショロン音楽学校（École Choron; 後にニデルメイエール音楽学校へと改称）においてガブリエル・フォーレやアンドレ・メサジェなどの卓越したフランスの音楽家を育てた。

## 生涯

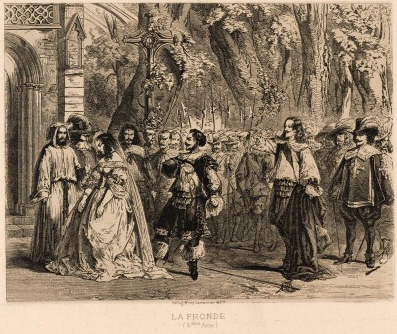
オペラ『La Fronde』の4幕での様子

ニデルメイエールはニヨンに生まれた。彼はウィーンへ赴きピアノをイグナーツ・モシェレスに、作曲をエマヌエル・アロイス・フェルスターに師事した。その後、ローマにおいてはヴィンセンツォ・フィオラヴァンティの下で（1819年）、さらにナポリにおいてはニコロ・アントニオ・ジンガレッリの下で研鑽を積んだ。彼がローマ滞在中に幸運にも出会ったジョアキーノ・ロッシーニとは親交を築き、ニデルメイエールが作曲したオペラを上演するよう強く勧められた。そうして彼の初のオペラ『Il reo per amore』がナポリで上演される運びとなり、そこそこの成功を収めた。
ロッシーニと同様、ニデルメイエールは1823年に21歳でパリに居を定めた。パリではその後さらに彼のオペラが4作品上演されることになったが、評判は芳しくなかった。上演されたのは『La casa nel bosco』（1828年5月28日）、『Stradella』（1837年3月3日）、『Marie Stuart』（1844年12月6日）、『La Fronde』（1853年5月2日）である。 
また、ニデルメイエールは1846年のロッシーニの3作目にして最後のパスティッチョである『ロバート・ブリュス』の取りまとめにおいて、彼に協力している。その際、ニデルメイエールは「特徴的な音色とハーモニーを有する、フランス語のあらゆる重要なテクストを提供した。」こうしたオペラへの取り組みが一段落すると、ニデルメイエールは声楽の宗教曲、世俗曲に専念するようになった。1853年10月、彼は当時ショロン音楽学校として知られていた学校を再編成して復活させた。ニデルメイエール音楽学校に名を改めた学校は、その後も数度の名称変更を経ながら現在なお開校している。
ニデルメイエールの教会音楽は20世紀に入るまでフランスやその他地域で演奏されていた。彼はスイスに生まれてオーストリアとイタリアで学んだという経歴を持つが、居住地としてフランスを選んだことから現在では一般的にフランスの作曲家とみなされる。彼はパリで没している。